# Bloddoping
Bloddoping er en dopingmetode som består af tilførsel af enten røde blodlegemer eller blod. Derved øges kroppens mængde af røde blodlegemer uden brug af medikamenter. Man kan enten bruge sit eget blod, som tidligere er tappet og nedkølet eller frosset, eller man kan bruge blod fra en anden person.
Bloddoping blev forbudt i 1985, og er på World Anti-Doping Agencys (WADA) liste over forbudte stoffer.

## Præstationsfremmende virkning
Bloddoping virker ved at øge antallet af røde blodlegemer. De røde blodlegemer transporterer ilt rundt i kroppen, så der vil komme mere ilt til musklerne. Det betyder at præstationsevnen øges, særligt i udholdenshedidrætter.
En måde at udføre bloddoping på, er at tappe en halv til en hel liter blod 3-5 uger før et løb. Det tappede blod bliver centrifugeret og opbevaret ved 4 °C i et køleskab. Dagen før løbet får man sit blod tilbage ved en blodtransfusion, men i mellemtiden har kroppen også selv gendannet alt eller næsten alt det manglende blod. Undersøgelser har vist at denne metode kan give en præstationsforøgelse på op til 10 %.

## Udbredelse
En stor del af de amerikanske idrætsudøvere brugte bloddoping til de olympiske lege i Los Angeles i 1984, hvilket var lovligt på det tidspunkt. Da det kom frem indførte WADA forbuddet mod bloddoping i 1985.
Det menes at brugen af bloddoping faldt betydeligt da det blev muligt at få kunstigt fremstillet EPO i 1990'erne. EPO er et hormon som øger blodproduktionen, så man kan opnå samme effekt med EPO som med bloddoping uden besværlige og risikable blodtransfusioner. I starten var ikke muligt at spore brug af EPO i dopingtests, men efter at der udviklet testmetoder for EPO, er der igen sket en stigning i brugen af bloddoping.

## Dopingkontrol
Det kan være svært at afsløre bloddoping fordi der ikke bruges medikamenter. Hvis man modtager blod fra en donor, vil blodet ikke være helt identisk med ens eget blod. Siden OL i Athen i 2004 har der været en metode som kan afsløre selv små mængder donorblod idet man vil kunne se at der blodceller fra to forskellige mennesker til stede i blodet.
Bloddoping med eget blod er specielt svært at spore da det modtagne blod naturligvis er identisk med ens eget blod. Men det vist sig at der frigives phtalater fra blodposer mens blodet opbevares, og det vil kunne måles i urinen i 1-2 døgn efter en blodtransfusion.
Det har i professionel cykelsport siden 2008 været obligatorisk at have et såkaldt biologisk pas for at deltage i ProTour-løb. Det biologiske pas er en samlet registrering af alle de dopingtests som en atlet har fået udført. Ideen er at ellers uforklarlige udsving i måleresultater for bl.a. hæmoglobinindhold i blodet, hæmatokritværdi og antallet af reticulocytter (dvs. nye, umodne røde blodceller) vil kunne indikere doping (for eksempel bloddoping eller doping med epo) selvom dopingen ikke kan påvises direkte. Brug af biologisk pas har gjort doping sværere, men ifølge hollænderen Klaas Faber som er ekspert i kemi og statistik, er det muligt at omgå passet og undgå opdagelse af doping med præcis styring af dopingen, herunder mikrodosering af dopingmidler.

## Bivirkninger og risici
Bloddoping har den bivirkning at blodets viskositet øges. Det kan betyde forhøjet blodtryk og blodpropper. Hvis blodet kommer fra en anden bloddonor, er der også risiko for overførsel af infektioner og smitter (herunder HIV og hepatitis) og allergiske reaktioner.
Også brug af ens eget blod kan være farligt, idet man ofte ikke har mulighed for at opbevare blodet ved den rette konstante temperatur, og fordi transfusionerne – f.eks. på et hotelværelse – ofte ikke sker under medicinsk forsvarlige forhold.